# Episodi di Insuperabili X-Men (terza stagione)
La terza stagione di Insuperabili X-Men, composta da 19 episodi, è andata in onda negli Stati Uniti dal 1994 al 1995 su Fox Kids. In Italia i primi quattordici episodi sono stati trasmessi nel 1994 su Canale 5 subito dopo la prima e la seconda stagione, mentre i successivi sono stati trasmessi più avanti sempre sulla stessa rete.
Inizialmente avrebbero dovuto far parte di questa stagione anche gli episodi Pericolo negli abissi, Solitudine e Longshot (il secondo è infatti ambientato tra la Saga di Fenice e la Saga di Fenice Nera), ma sono invece usciti solo alcuni anni più tardi come parte della quinta. Per sopperire a questa mancanza sono stati aggiunti a questa gli episodi Fenomeno ritorna, Uno strano mutante e Arma X, bugie e videotape, che, secondo i piani iniziali, dovevano far parte della quarta stagione.
| Nº st. | Nº tot. | Titolo                                                       | Titolo originale                                     | Prima TV Stati Uniti | Prima TV Italia  |
| ------ | ------- | ------------------------------------------------------------ | ---------------------------------------------------- | -------------------- | ---------------- |
| 1      | 27      | Ritorno al passato - Prima parte                             | Out of the Past - Part I                             | 29 luglio 1994       | 4 novembre 1994  |
| 2      | 28      | Ritorno al passato - Seconda parte                           | Out of the Past - Part II                            | 5 agosto 1994        | 7 novembre 1994  |
| 3      | 29      | La saga di Fenice - Prima parte - Sacrificio                 | The Phoenix Saga - Part I - Sacrifice                | 5 settembre 1994     | 9 novembre 1994  |
| 4      | 30      | La saga di Fenice - Seconda parte - Il mantello oscuro       | The Phoenix Saga - Part II - The Dark Shroud         | 6 settembre 1994     | 11 novembre 1994 |
| 5      | 31      | La saga di Fenice - Terza parte - L'urlo di Banshee          | The Phoenix Saga - Part III - Cry of the Banshee     | 7 settembre 1994     | 14 novembre 1994 |
| 6      | 32      | La saga di Fenice - Quarta parte - Predatori Stellari        | The Phoenix Saga - Part IV - The Starjammers         | 8 settembre 1994     | 16 novembre 1994 |
| 7      | 33      | La saga di Fenice - Quinta parte - Figlia della luce         | The Phoenix Saga - Part V - Child of Light           | 9 settembre 1994     | 18 novembre 1994 |
| 8      | 34      | La furia degli elementi - Prima parte                        | Savage Land, Strange Heart - Part One                | 10 settembre 1994    | 21 novembre 1994 |
| 9      | 35      | La furia degli elementi - Seconda parte                      | Savage Land, Strange Heart - Part Two                | 17 settembre 1994    | 23 novembre 1994 |
| 10     | 36      | Ossessione                                                   | Obsession                                            | 24 settembre 1994    | 25 novembre 1994 |
| 11     | 37      | La saga di Fenice Nera - Prima parte - Dazzler               | Dark Phoenix - Part I - Dazzled                      | 12 novembre 1994     | 28 novembre 1994 |
| 12     | 38      | La saga di Fenice Nera - Seconda parte - La Cerchia Interna  | The Dark Phoenix - Part II - The Inner Circle        | 12 novembre 1994     | 30 novembre 1994 |
| 13     | 39      | La saga di Fenice Nera - Terza parte - La fenice oscura      | The Dark Phoenix - Part III - The Dark Phoenix       | 19 novembre 1994     | 2 dicembre 1994  |
| 14     | 40      | La saga di Fenice Nera - Quarta parte - Il fato della fenice | The Dark Phoenix - Part IV - The Fate of the Phoenix | 26 novembre 1994     | 5 dicembre 1994  |
| 15     | 41      | Uomo Ghiaccio                                                | Cold Comfort                                         | 4 febbraio 1995      | ?                |
| 16     | 42      | Padre e figlio                                               | Orphan's End                                         | 25 febbraio 1995     | ?                |
| 17     | 43      | Fenomeno ritorna                                             | The Juggernaut Returns                               | 6 maggio 1995        | ?                |
| 18     | 44      | Uno strano mutante                                           | Nightcrawler                                         | 13 maggio 1995       | ?                |
| 19     | 45      | Arma X, bugie e videotape                                    | Weapon X, Lies, and Video Tape                       | 11 giugno 1995       | ?                |

## Ritorno al passato - Prima parte
- Titolo originale: Out of the Past - Part I
- Prima TV Stati Uniti: 29 luglio 1994
- Prima TV Italia: 4 novembre 1994

Wolverine viene attirato nelle fogne (assieme a Gambit e Jubilee) da Yuriko Oyama, una sua vecchia fiamma, solo per scoprire che ora lei si è fatta trasformare in un cyborg, facendosi chiamare Lady Deathstrike, ed è intenzionata a ucciderlo in quanto crede che lui abbia a sua volta assassinato suo padre, essendo stato lui a far sì che gli venisse inserito dell'adamantio in corpo. Prima di fare ciò Deathstrike ha però intenzione di costringere Wolverine ad aprire un'astronave aliena che è finita nelle fogne. Dopo un iniziale rifiuto, Wolverine finisce involontariamente col danneggiare la parete dell'astronave.
Basato su: X-Men serie 2 n. 4 (in Italia Gli incredibili X-Men n. 51), anche se in tale storia la persona che Wolverine incontra di nuovo dopo tanto tempo è Omega Red, e non Deathstrike.

## Ritorno al passato - Seconda parte
- Titolo originale: Out of the Past - Part II
- Prima TV Stati Uniti: 5 agosto 1994
- Prima TV Italia: 7 novembre 1994

Dall'astronave danneggiata esce Spirit Drinker, un essere mostruoso che può assorbire lo spirito delle persone e che assorbe quello di Jubilee, di alcuni uomini che accompagnavano Deathstrike e dei Morlock. Accortosi del pericolo tramite i suoi poteri mentali, Xavier fa radunare gli X-Men (escluse Tempesta e Rogue) nelle fogne. Qui Xavier, dopo essere entrato nell'astronave, scopre che si tratta di una sorta di prigione nella quale era stato confinato Spirit Drinker. Gli X-Men riescono a sconfiggere il mostro e a liberare le anime imprigionate, dopodiché Yuriko decide di andarsene, rinunciando temporaneamente alla sua vendetta, ripromettendosi però di tornare.

## La saga di Fenice - Prima parte - Sacrificio
- Titolo originale: The Phoenix Saga - Part I - Sacrifice
- Prima TV Stati Uniti: 5 settembre 1994
- Prima TV Italia: 9 novembre 1994

Xavier viene contattato telepaticamente da una misteriosa entità aliena. Raduna così gli X-Men, e li manda in missione facendoli infiltrare in uno Space Shuttle capitanato dal dottor Corbeau, in quanto sostiene che la vita dell'equipaggio sia in pericolo. Gli X-Men (escluse Tempesta, Jubilee e Rogue) sostituiscono l'equipaggio, lasciando tuttavia Corbeau come pilota. Dopo aver raggiunto la stazione spaziale Eagle 1, il gruppo si ritrova faccia a faccia con Erik il Rosso, emissario degli alieni Shi'ar. Il suo compito è quello di fermare l'aliena ribelle Lilandra, e per farlo vuole utilizzare la stazione spaziale. Gli X-Men riescono a fermarlo temporaneamente e ad abbandonare la stazione a bordo dello Shuttle, ma, per via della vicinanza col velivolo di Erik il Rosso, si ritroverebbero a dover affrontare un calore troppo alto perfino per lo Shuttle. Il gruppo decide quindi di ripararsi all'interno di una sonda solare, mentre Jean pilota lo Shuttle proteggendosi grazie ai suoi poteri.
Basato su: X-Men serie 1 nn. 97, 99, 100 e 105 (Capitan America serie 1 nn. 119, 121 e 122 e Thor e i Vendicatori n. 210)

## La saga di Fenice - Seconda parte - Il mantello oscuro
- Titolo originale: The Phoenix Saga - Part II - The Dark Shroud
- Prima TV Stati Uniti: 6 settembre 1994
- Prima TV Italia: 11 novembre 1994

Jean viene colpita da una misteriosa energia, grazie alla quale riesce a portare in salvo i suoi compagni, per poi subire una misteriosa mutazione che la trasforma in Fenice, una potente supereroina in grado di volare. Dopodiché sviene e viene portata in ospedale. Xavier viene poi nuovamente contattato dall'entità aliena, ma ciò fa sì che il suo lato malvagio fuoriesca dal suo corpo, provocando danni agli X-Men, ma venendo poi fermato da Jean. Visto l'accaduto, Xavier decide di separarsi temporaneamente dagli X-Men per non provocare altri danni, e va così all'isola di Muir, dove incontra nuovamente Moira MacTaggert, stavolta in compagnia del suo fidanzato, Sean Cassidy. Qui il professore riceve la visita dell'aliena, che si rivela essere Lilandra, che gli rivela di essere la sorella di D'ken, l'imperatore degli alieni Shi'ar, intenzionato a recuperare il cristallo M'kraan, in grado di assicurargli un enorme potere. In quel momento i due vengono inaspettatamente raggiunti da Fenomeno.
Basato su: X-Men serie 1 nn. 101 e 106 (Capitan America serie 1 n. 123 e Thor e i Vendicatori nn. 211 e 212)

## La saga di Fenice - Terza parte - L'urlo di Banshee
- Titolo originale: The Phoenix Saga - Part III - Cry of the Banshee
- Prima TV Stati Uniti: 7 settembre 1994
- Prima TV Italia: 14 novembre 1994

Xavier viene attaccato da Fenomeno e dal suo compare Black Tom, venendo salvato da Sean, che si rivela essere in grado di volare. Lilandra viene tuttavia rapita, e Xavier percepisce delle immagini del luogo in cui si trova. Descrivendolo, Sean capisce che si tratta di un castello che appartiene alla sua famiglia, e perciò, insieme agli X-Men, raggiunge il luogo, dove, oltre a Fenomeno e Black Tom, trova Erik il Rosso, che è arrivato per prendere Lilandra dopo aver negoziato. Successivamente Erik il Rosso viene raggiunto da uno Shi'ar noto come Gladiatore, che lo rimprovera per non essere riuscito a trovare il cristallo. Fenice riesce temporaneamente a sconfiggere gli alieni, ma D'ken è sempre in agguato.
Basato su: X-Men serie 1 nn. 102, 103 e 104 (Capitan America serie 1 nn. 125, 126, 127 e 128)
Nota: durante alcune trasmissioni il titolo originale è stato erroneamente indicato in sovrimpressione come The Phoenix Saga - Part 2 - Cry of the Banshee.

## La saga di Fenice - Quarta parte - Predatori Stellari
- Titolo originale: The Phoenix Saga - Part IV - The Starjammers
- Prima TV Stati Uniti: 8 settembre 1994
- Prima TV Italia: 16 novembre 1994

Fenice utilizza i propri poteri per portare Lilandra e la maggior parte degli X-Men nello spazio, dove raggiungono il cristallo M'kraan. Vengono tuttavia raggiunti dai Predoni Stellari, un gruppo di alieni (ad eccezione di Corsaro, il loro capo, che è un terrestre), che rubano il cristallo e rapiscono Ciclope. Il piano di Corsaro è di fingere di voler consegnare il cristallo a D'ken, per poi colpirlo con un raggio di Ciclope e ucciderlo. In mancanza di alternative, il comandante degli X-Men accetta ma, al momento dell'incontro con l'imperatore Shi'ar, Fenice riesce a portare sul luogo gli X-Men, che attaccano l'imperatore e i suoi scagnozzi.
Basato su: X-Men serie 1 n. 107 (Thor e i Vendicatori nn. 212, 213 e 214)

## La saga di Fenice - Quinta parte - Figlia della luce
- Titolo originale: The Phoenix Saga - Part V - Child of Light
- Prima TV Stati Uniti: 9 settembre 1994
- Prima TV Italia: 18 novembre 1994

D'ken diventa un tutt'uno con il cristallo, che comincia a sprigionare la propria potenza. L'unica che può avere una minima speranza di fermarlo è Fenice, che utilizza i propri poteri sul cristallo mentre tutti gli altri presenti tentano di fuggire utilizzando un altro veicolo spaziale. Il cristallo sprigiona però il suo enorme potere, causando gravi calamità sulla Terra, mettendo il mondo in subbuglio. Alla fine Fenice decide di utilizzare tutti i suoi poteri su D'ken, pur sapendo che le probabilità di sopravvivenza sono pressoché inesistenti. Riesce perciò a sconfiggere definitivamente l'imperatore sacrificandosi, salvando il mondo ma rendendo profondamente tristi gli X-Men per la perdita della loro compagna. Xavier tenta tuttavia di consolare Ciclope ricordandogli che, secondo la leggenda, la fenice risorge sempre dalle proprie ceneri.
Basato su: X-Men serie 1 n. 108 (Thor e i Vendicatori nn. 214 e 215)

## La furia degli elementi - Prima parte
- Titolo originale: Savage Land, Strange Heart - Part One
- Prima TV Stati Uniti: 10 settembre 1994
- Prima TV Italia: 21 novembre 1994

Sauron, il mostro presente nella Terra Selvaggia, è in realtà un comune essere umano di nome Karl Lykos, che tuttavia è stato utilizzato come cavia da laboratorio da Sinistro, col risultato che, per sopravvivere, è costretto ad assorbire l'energia da altri esseri viventi. Quando però prende l'energia di un mutante, si trasforma nel malvagio Sauron, che non riesce a controllare. Zalandane, malvagia sacerdotessa di Garokk (un'entità che viene venerata come un dio) lo convince a fuggire dalla Terra Selvaggia, ma lui finisce col trasformarsi nuovamente in Sauron e rapire Tempesta, portandola da Zaladane e ipnotizzandola, facendola impazzire. Gli X-Men la raggiungono ma, dopo aver salvato Lykos, si ritrovano a dover affrontare la loro compagna.

## La furia degli elementi - Seconda parte
- Titolo originale: Savage Land, Strange Heart - Part Two
- Prima TV Stati Uniti: 17 settembre 1994
- Prima TV Italia: 23 novembre 1994

Per fermare Tempesta, Lykos decide di assorbire la sua energia, fermandola ma trasformandosi nuovamente in Sauron. La pazzia di Tempesta era tuttavia voluta da Garokk che, dopo che la suddetta ha scatenato i suoi poteri, può ritornare in azione dopo secoli. Garokk si ritrova tuttavia a doversi scontrare con Sauron, che ha la meglio su di lui, sconfiggendolo. Dopo che gli X-Men se ne vanno dalla Terra Selvaggia, Lykos è libero dalla minaccia di Sauron, dato che lì non sono presenti mutanti.

## Ossessione
- Titolo originale: Obsession
- Prima TV Stati Uniti: 24 settembre 1994
- Prima TV Italia: 25 novembre 1994

Warren Worthington III, alias Arcangelo, è ossessionato dall'idea di volersi vendicare di Apocalisse, dato che l'ha reso un mostro, ma il suddetto sembra essere immortale. Quando crede (a torto) di aver trovato il suo punto debole, lo attacca, rischiando la vita e venendo quindi soccorso dagli X-Men, ma lui vuole ugualmente attaccare il suo rivale. Intanto gli X-Men individuano l'astronave di Apocalisse, che risulta contenere una tecnologia molto avanzata ed è dotata di un'intelligenza artificiale. Il gruppo ci entra e, essendo l'astronave di indole buona, li aiuta. Bestia riesce così a programmare una trappola che, seppur non sconfiggendolo, riuscirebbe a imprigionare Apocalisse. Quest'ultimo ci cade, ma riesce a uscirci tramite un comando vocale preimpostato. Alla fine l'astronave, avendo fatto amicizia con gli X-Men, lo rinchiude nuovamente e lo spedisce nello spazio, finendo però con l'andare in pezzi.

## La saga di Fenice Nera - Prima parte - Dazzler
- Titolo originale: Dark Phoenix - Part I - Dazzled
- Prima TV Stati Uniti: 12 novembre 1994
- Prima TV Italia: 28 novembre 1994

Dopo aver lasciato il cristallo M'kraan nel Sole, Fenice è tornata sulla Terra, lasciando lì Jean, che è stata ritrovata dagli X-Men. Intanto un misterioso gruppo, la Cerchia Interna, pianifica di rapire Jean per sfruttare i suoi poteri. Per fare ciò Wyngarde, un membro del gruppo, la ipnotizza facendole credere di essere suo marito, riuscendo così ad attirarla a lui. Gli X-Men tentano di salvarla, ma vengono presto catturati grazie all'aiuto della stessa Fenice.
Basato su: X-Men serie 1 nn. 130, 131 e 132 (L'Uomo Ragno serie 3 nn. 11, 12 e 13)

## La saga di Fenice Nera - Seconda parte - La Cerchia Interna
- Titolo originale: The Dark Phoenix - Part II - The Inner Circle
- Prima TV Stati Uniti: 12 novembre 1994
- Prima TV Italia: 30 novembre 1994

Wyngarde ipnotizza Ciclope facendolo combattere contro di lui in un duello mentale, nella quale l'x-man ne esce perdente. Gli X-Men riescono poi a fuggire, ma Fenice finisce per impazzire, attaccando la Cerchia Interna e subendo una nuova trasformazione, divenendo la malvagia Fenice Nera.
Basato su: X-Men serie 1 nn. 133 e 134 (L'Uomo Ragno serie 3 nn. 14 e 15)

## La saga di Fenice Nera - Terza parte - La fenice oscura
- Titolo originale: The Dark Phoenix - Part III - The Dark Phoenix
- Prima TV Stati Uniti: 19 novembre 1994
- Prima TV Italia: 2 dicembre 1994

Dopo aver causato dei violenti sbalzi atmosferici, Fenice Nera vola nello spazio distruggendo in breve tempo un intero sistema planetario disabitato. Dopo aver fatto ciò torna sulla Terra, a casa dei suoi genitori, dove tuttavia gli X-Men le hanno teso una trappola. Xavier, dopo una dura lotta cerebrale, riesce a sconfiggerla, facendola tornare la Jean Grey di un tempo ma, proprio in quel momento, giunge da loro Lilandra, ora imperatrice degli Shi'ar, che sostiene che, per la salvezza dell'universo, Jean debba essere uccisa.
Basato su: X-Men serie 1 nn. 135 e 136 (L'Uomo Ragno serie 3 nn. 15, 16 e 17)

## La saga di Fenice Nera - Quarta parte - Il fato della fenice
- Titolo originale: The Dark Phoenix - Part IV - The Fate of the Phoenix
- Prima TV Stati Uniti: 26 novembre 1994
- Prima TV Italia: 5 dicembre 1994

Xavier decide di sfidare Lilandra a un duello d'onore a nome degli X-Men e così, dopo che i suddetti vengono teletrasportati in un'astronave Shi'ar, viene stabilito che se gli X-Men vinceranno la battaglia contro le guardie imperiali Jean verrà risparmiata, mentre in caso contrario verrà uccisa. Durante la battaglia, proprio quando gli X-Men sembrano avere la peggio, Jean si trasforma temporaneamente in Fenice Nera e così, resasi conto di quanto sia pericolosa, una volta tornata normale si fa volontariamente colpire da un raggio sparato da una navicella Shi'ar, morendo. In quel momento Fenice esce da Jean, rivelando di esserle entrata in corpo per poter proteggere il cristallo M'kraan, finendo però per impazzire. A quel punto gli X-Men decidono di offrire parte del loro spirito vitale perché Jean torni in vita, e così la loro amica resuscita e il gruppo può fare ritorno a casa, senza doversi più preoccupare di Fenice.
Basato su: X-Men serie 1 n. 137 (Gli incredibili X-Men nn. 17, 18 e 19)

## Uomo Ghiaccio
- Titolo originale: Cold Comfort
- Prima TV Stati Uniti: 4 febbraio 1995

Un mutante con poteri legati al ghiaccio attacca il magazzino federale Kirby Glen, e Cerebro identifica il suddetto: si tratta di Bobby Drake, alias Uomo Ghiaccio, un ex membro degli X-Men, molto difficile da gestire, che ha lasciato il gruppo dopo che Lorna Dane, la ragazza di cui è innamorato, ha rischiato di morire durante una loro missione. Xavier, Ciclope, Bestia e Wolverine riescono a catturare Uomo Ghiaccio e lo tengono alla scuola di Xavier. Qui rivela a Bestia di essere andato a Kirby Glen poiché un giorno ha trovato l'abitazione di Lorna sottosopra e senza la suddetta, vedendo però un foglio di carta con scritto il nome del luogo, e credendo perciò che lei fosse stata rapita e portata lì. Jubilee, venuta a conoscenza della storia, lo libera, e poi i due vanno alla base per capire dove sia la ragazza. I due vengono poi raggiunti da Xavier, Ciclope, Wolverine e Bestia, per poi scoprire che in realtà Lorna ha solo finto di essere stata rapita, mentre in realtà era entrata a far parte di un altro gruppo di mutanti, gli X-Factor, e aveva cominciato ad avere una relazione amorosa con uno de membri, Havok. Parecchio giù di morale per l'accaduto, Uomo Ghiaccio saluta gli X-Men e se ne va.

## Padre e figlio
- Titolo originale: Orphan's End
- Prima TV Stati Uniti: 25 febbraio 1995

La nave spaziale dei Predoni Stellari giunge sulla Terra, venendo però inseguita dal comandante Shi'ar Raknar. Ciclope e Tempesta incontrano così Corsaro, per scoprire che questi è in realtà il padre di Ciclope. Il suddetto credeva infatti che i suoi genitori fossero morti in un incidente in aereo, ma sono in realtà stati rapiti da D'ken, che in seguito ha fatto uccidere la madre. Il padre è invece sopravvissuto diventando Corsaro. Quest'ultimo è tuttavia accusato di aver liberato la Shi'ar Jandra con lo scopo che le rivelasse la posizione di un tesoro, e quando Ciclope scopre tale accusa decide di consegnare suo padre agli Shi'ar. L'x-man scopre tuttavia che in realtà lo stesso Raknar ha intenzione di uccidere Jandra, e che Corsaro ha soltanto tentato di aiutarla e, scoperto ciò, libera suo padre. Corsaro decide così di tornare nello spazio, ma suo figlio lo convince a rimanere sulla Terra per qualche ora.
Basato su: The Uncanny X-Men serie 1 nn. 154 e 155 (L'Uomo Ragno serie 3 nn. 40, 41 e 42)

## Fenomeno ritorna
- Titolo originale: The Juggernaut Returns
- Prima TV Stati Uniti: 6 maggio 1995

Fenomeno ha acquisito la sua forza grazie a un cristallo mistico, ma quando il suddetto viene ritrovato da un altro uomo, il suddetto ne acquisisce i poteri, mentre Fenomeno perde i suoi, e poco dopo rimane gravemente ferito. Xavier, essendo il suo fratellastro, è deciso a salvarlo e ordina agli X-Men di ritrovare il cristallo e questi, seppur riluttanti, partono alla ricerca del suddetto, ritrovandolo. Dopo averlo dato a Fenomeno, questo riacquista i suoi poteri e scaglia il cristallo nello spazio così che non possa essere preso da nessun altro. Pur odiando ancora Xavier, Fenomeno decide di andarsene senza combattere, in segno di ringraziamento.

## Uno strano mutante
- Titolo originale: Nightcrawler
- Prima TV Stati Uniti: 13 maggio 1995

Mentre sono in vacanza sulle Alpi tedesche, Gambit, Rogue e Wolverine vengono a sapere che nei pressi di un villaggio non molto distante sembra si aggiri un demonio. Indagando, vengono soccorsi da un gruppo di monaci dopo essere rimasti vittime di una valanga, e qui scoprono che il succitato demone è in realtà un mutante, Nightcrawler, che tuttavia, per motivi misteriosi, ha avuto un aspetto ben poco umano sin da appena nato. Nightcrawler è anch'esso un monaco, ma la sua presenza è tenuta segreta ai più ma, quando Reinhart, un altro monaco, si rende conto del fatto che sia lui il famigerato demone, rende pubblica la notizia, scatenando una sommossa popolare che culmina con un grosso incendio scatenato al monastero. Dopo l'accaduto, Reinhart si pente di ciò che ha fatto, e anche il popolo comincia a capire che Nightcrawler non è terribile come sembrava, perciò, anche se il monastero è stato distrutto, la situazione ha portato i suoi vantaggi. I tre X-Men vanno poi a Parigi, dove Wolverine comincia ad andare in chiesa, dimostrando di avere acquisito fede in Dio, nonostante ritenesse di averla persa.

## Arma X, bugie e videotape
- Titolo originale: Weapon X, Lies, and Video Tape
- Prima TV Stati Uniti: 11 giugno 1995

Wolverine riceve una busta con delle foto che gli rievocano ricordi confusi. Decide quindi di seguire delle coordinate presenti su una delle foto, venendo seguito da Bestia, ritrovandosi in Canadà. Qui incontra Sabretooth, anche lui richiamato sul luogo, e i due incontrano Volpe d'Argento e Maverick, due loro ex colleghi. I quattro, grazie all’aiuto di Bestia, hanno modo di guardare alcuni video che rivelano che loro sono stati le cavie di un esperimento atto a modificare i loro ricordi e che, per questo motivo, molti dei fatti che loro ricordano come parte della loro vita non sono in realtà mai accaduti. I quattro finiscono poi inavvertitamente per risvegliare il robot Talos, programmato per modificare loro nuovamente la memoria in caso scoprissero la verità, ma riescono a distruggerlo. Successivamente il gruppo si divide.
Basato su: Wolverine serie 2 nn. 48, 49 e 50 (Wolverine nn. 43 e 44)